# Ordine Imperiale del Cristo
L'Ordine imperiale del Cristo fu un ordine cavalleresco dell'Impero del Brasile, nato come un ramo dell'Ordine del Cristo del Regno Unito di Portogallo, Brasile e Algarve.

## Storia
L'Ordine imperiale del Cristo fu istituito dall'imperatore dom Pedro I, principe del Portogallo ed erede al trono del Portogallo con un decreto reale del 7 dicembre 1822, parallelamente agli atti con i quali il Brasile venne reso indipendente del regno di Portogallo di cui sino ad allora era stato unito (pur mantenendo un regime monarchico con a capo un rappresentante della casa reale di Braganza, già regnante in madrepatria).
Si presentò subito il problema di legittimare oltre che la nuova monarchia anche la presenza di un gran maestro e l'imperatore Pietro I del Brasile (re in Portogallo con il nome di Pietro IV) chiese al papa, attraverso l'ambasciatore brasiliano presso la Santa Sede, di riconoscere i diritti del Brasile e le sue onorificenze come cristiane e sotto la protezione pontificia.
Con la bolla pontificia Praeclara Portugaliiae Algarbiorumque Regum del 15 maggio 1827 papa Leone XII autorizzò la continuazione della ordine, rendendolo completamente indipendente dall'Ordine supremo del Cristo che già esisteva in Portogallo e presso la stessa Santa Sede. Malgrado questo, la bolla provocò una grande disputa politica e non venne mai ratificata dal parlamento imperiale.
Nel 1843 l'imperatore Pietro II del Brasile lo rese ordine nazionale del Brasile, riconoscendosi autonomamente come gran maestro dell'ordine.
L'ordine terminò la propria esistenza nel 1890 con la proclamazione della Repubblica in Brasile.

## Le insegne
Le insegne erano sostanzialmente le medesime dell'Ordine del Cristo portoghese e pontificio, ma erano sormontate dalla corona imperiale del Brasile, oltre ad avere un nastro di differente colore.

## Cavalieri dell'Ordine Imperiale del Cristo

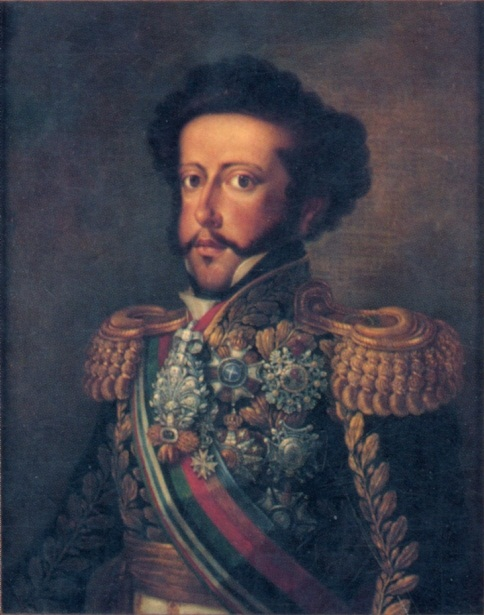
Imperatore dom Pedro I, primo gran maestro dell'Ordine imperiale del Cristo e successivamente gran maestro dell'ordine portoghese
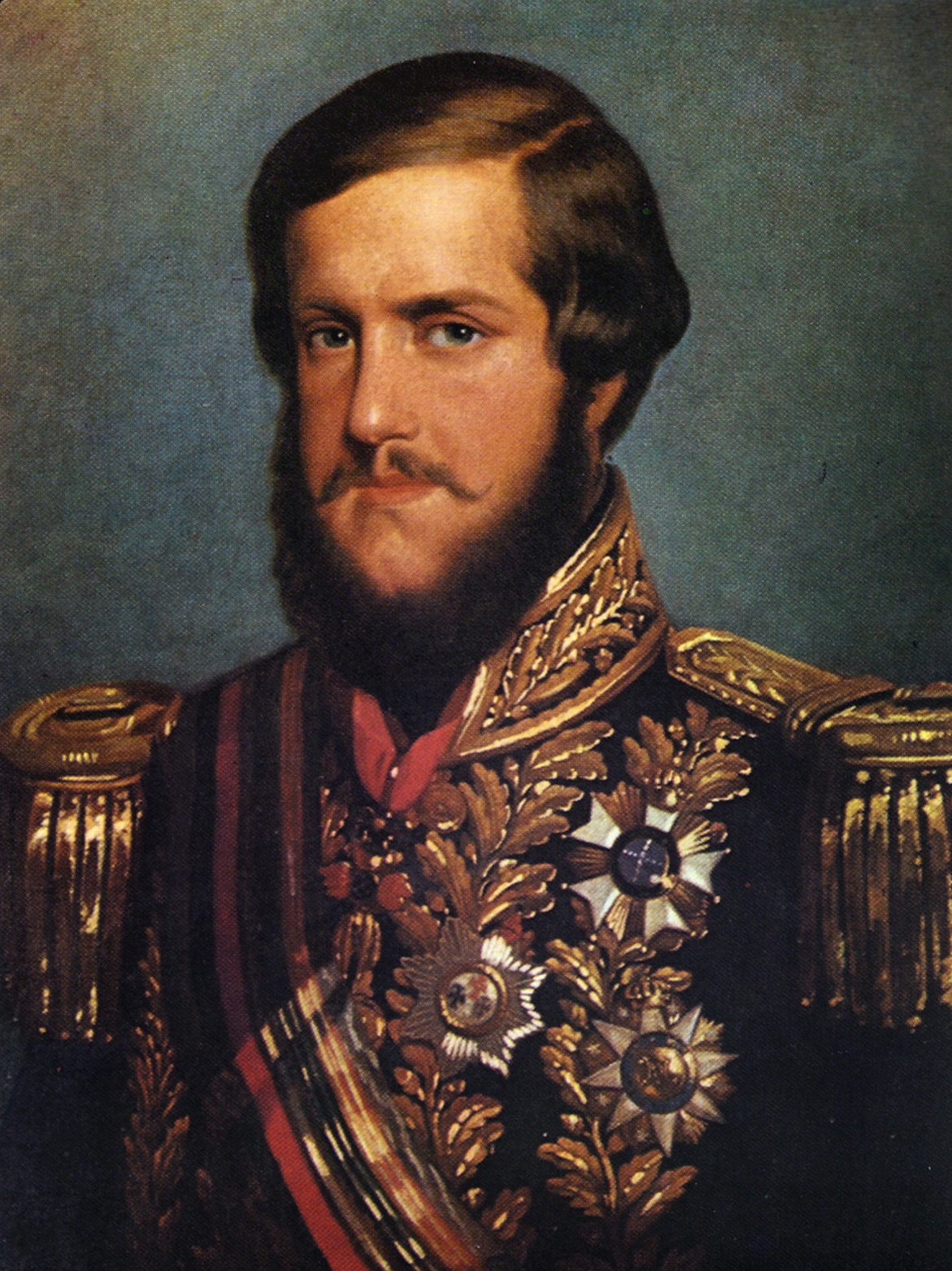
Imperatore dom Pedro II, gran maestro dell'Ordine imperiale del Cristo.
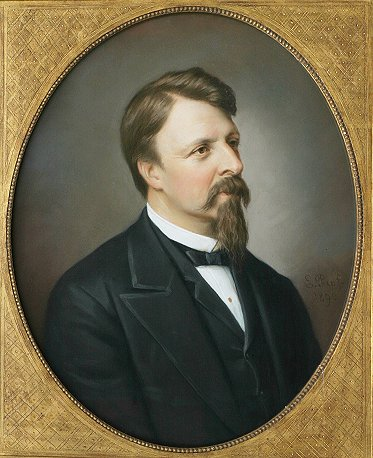
Gastone d'Orléans, principe francese, cavaliere di gran croce
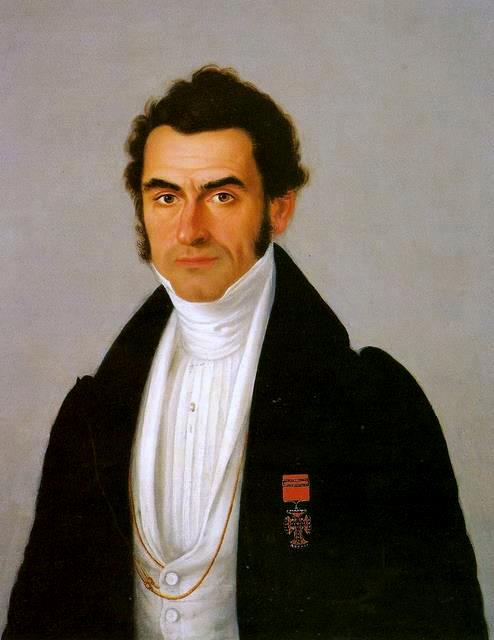
Barone Duarte da Ponte Ribeiro, cavaliere
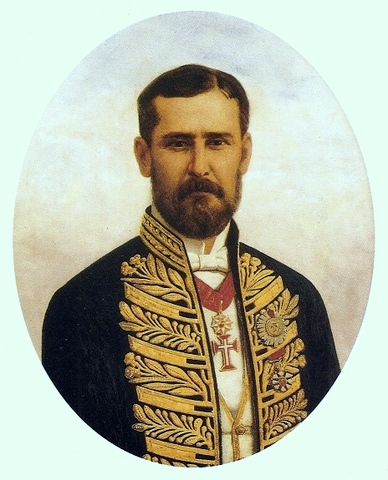
Antônio de Araújo de Aragão Bulcão, barone di São Francisco
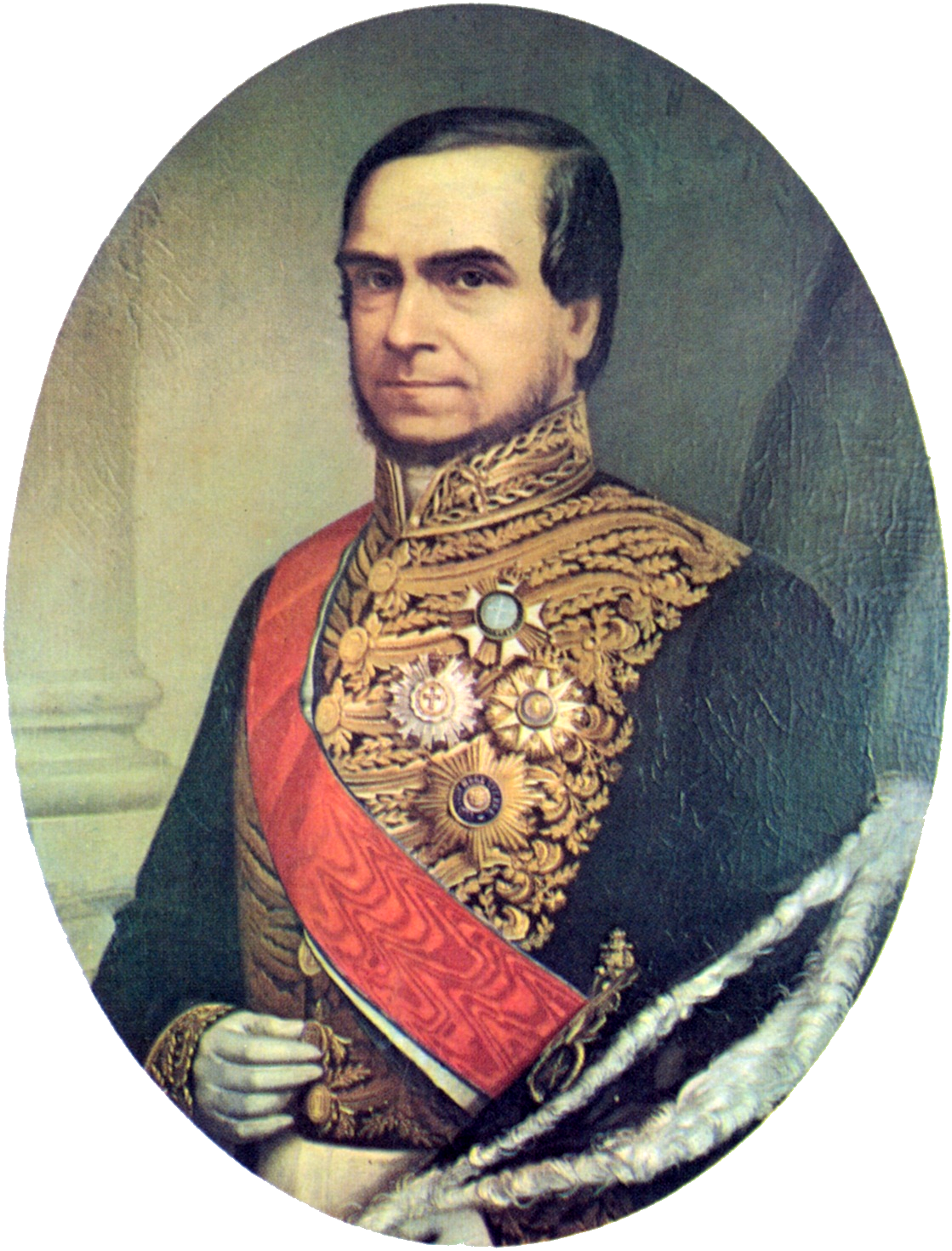
Honório Hermeto Carneiro Leão, cavaliere di gran croce.
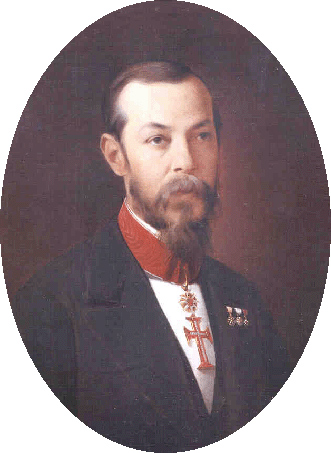
Conte di Mesquita, commendatore
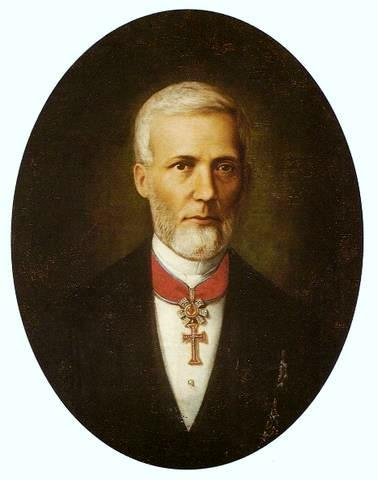
Francisco Vicente Viana Filho, commendatore
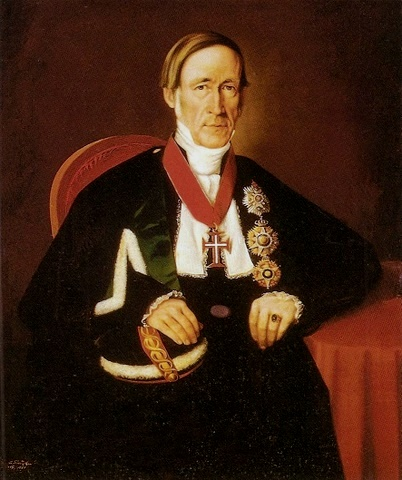
consigliere Jonathas Abbott, commendatore
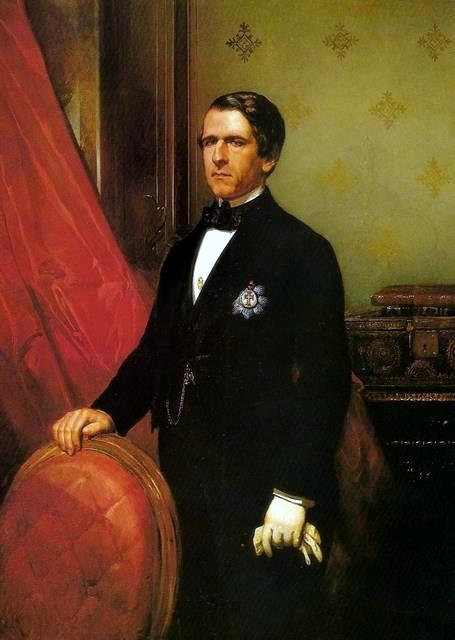
conte di Itamaraty, commendatore
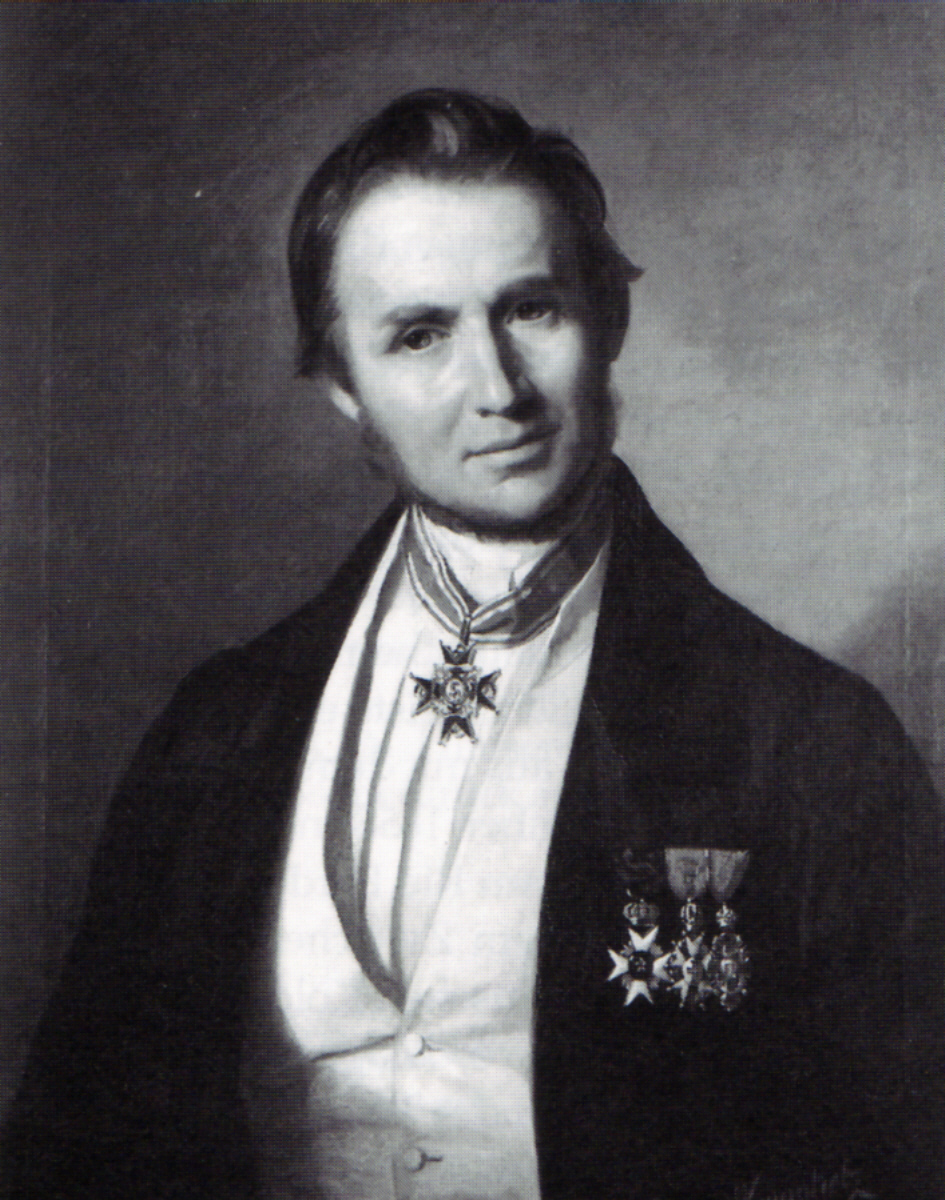
Robert Christian Avé-Lallemant, cavaliere
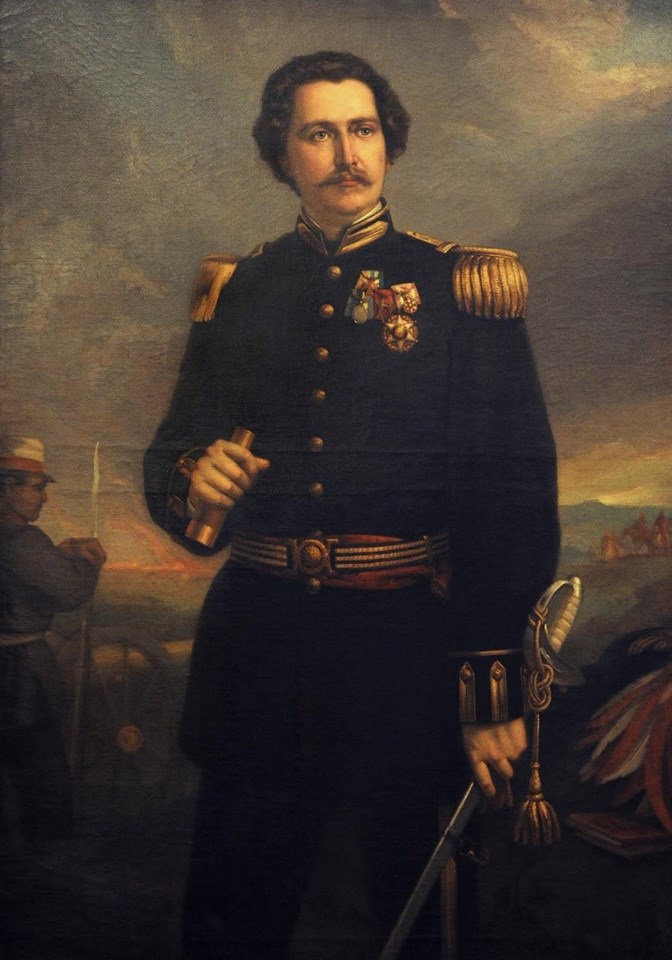
Alfredo d'Escragnolle Taunay, visconte di Taunay, cavaliere